# Loučka (vattendrag i Tjeckien, Olomouc, lat 49,80, long 17,13)
Loučka är ett vattendrag i Tjeckien.   Det ligger i regionen Olomouc, i den östra delen av landet, 200 km öster om huvudstaden Prag.